# منتخب كندا لكرة القدم الشاطئية
منتخب كندا لكرة القدم الشاطئية (بالإنجليزية: Canada national beach soccer team)‏ ، هي منتخب وطني لكرة القدم في كندا ، شاركت في كأس العالم لكرة القدم الشاطئية 3 مرات أعوام 1996 و 1999 و 2006 ، وحقق الوصافة لبطولة الكونكاكاف لكرة القدم الشاطئية مرة واحدة عام 2006.

## مصدر
1. ↑  Canada’s Beach Soccer Team set for qualifying in Bahamas | Canada Soccer نسخة محفوظة 03 مارس 2016 على موقع واي باك مشين.

## وصلة خارجية
سجلات المنتخب الكندي لكرة القدم الشاطئية